# Jacquet de la Douai
Jean-Claude Jacquet de la Douai ou de la Douay (Lons-le-Saunier, 1737 - Paris, 1794) est un aventurier, tour à tour juriste, policier, pamphlétaire et espion français du XVIIIe siècle. Il naît dans une famille liée à l'administration judiciaire, son père étant assesseur criminel.

## Biographie
Jacquet suit les pas de son père et entame une carrière dans la magistrature. De 1759 à 1772, il exerce en tant que procureur du roi et lieutenant particulier honoraire au bailliage de Lons-le-Saunier. Il se marie avec la fille du greffier en chef du Parlement de Dombes, consolidant ainsi ses liens dans les cercles judiciaires.
Son entrée en politique se fait lorsqu'il se rend à Paris en 1771, où il est nommé procureur du roi de la principauté des Dombes jusqu'en 1774. Par la suite, il se voit confier la charge d'inspecteur de la Librairie étrangère par le ministre Maurepas. Jacquet devient célèbre pour ses compétences et sa finesse diplomatique. Ainsi, il est chargé 1777, de l'arrestation  à La Haye du comte de Mirabeau qui est conduit au donjon de Vincennes.
Pendant la guerre, muni d’une « commission en forme de Brevet » pour aller à l’intérieur et à l’extérieur du royaume à la recherche des auteurs et des éditeurs, il est envoyé en Angleterre où il joue un rôle crucial dans la surveillance et la répression des  « écrits contre la cour et contre le gouvernement ». Cependant, agent-double, il se livre alors à un véritable trafic de pamphlets. Associé à Michel-Louis de Marcenay, au libraire Jean-Pierre Costard, à l'abbé de Launay et à  Imbert de Boudeaux, il pratique un double jeu consistant à acquérir des libelles avec des fonds publics pour ensuite les réintroduire sur le marché voire à les faire rédiger lui-même. En 1780, il est dénoncé par Morande et accusé par l'un de ses complices, d'avoir extorqué la Police de Paris et de promettre de se procurer les manuscrits qu'il avait fait imprimer à son profit. Parmi ces documents figuraient un libelle intitulé Essais Historiques sur la vie de Marie Antoinette ou  Les Nuits d'Antoinette ou encore Vie d'Antoinette ainsi que Les Joueurs de Jean Dussaulx et Le Diable dans un bénitier. À son retour de Londres en 1781, il est arrêté à Bruxelles comme « chef de la bande » par l'inspecteur Henry, en même temps que Marcenay et le chevalier de Launay, et tous trois sont emprisonnés. Incarcéré à la bastille, puis un temps à Charenton en 1782 il est de nouveau embastillé en 1783. Dans ses Mémoires sur la Bastille, Linguet affirme qu'il y est étranglé quand il en est lui même l'hôte. Il en est rien. Il est libéré quelques jours avant la prise de la forteresse, le 9 juillet 1789 et se voit exiler à Lons-le-Saunier . Avec la Révolution française, il rentre à Paris reste en contact avec des personnalités politiques hostiles à l'agitation révolutionnaire telles que l'abbé Maury.
Jacquet de la Douai continue d'être actif dans les intrigues politiques. Il est impliqué dans des opérations secrètes qui le conduisirent à être arrêté à plusieurs reprises. Il est ainsi missionné par Louis Marie de Narbonne-Lara pour apporter des chevaux d'artillerie de Versailles sur le territoire autrichien en collaboration avec Monsieur de Marcenay, premier commis de la guerre sous le ministère de de Brienne. Cependant, il est arrêté à Tournai sur la dénonciation d'un individu nommé Borel, pour avoir rédigé un libelle intitulé Le Masque arraché.
Par la suite, Jacquet de la Douai est de nouveau interpellé à Luxembourg en juin 1792. Pendant cet interrogatoire, il livre les noms de nombre des agents de la Convention envoyés en missions secrètes et exprime son désir de prêter ses services aux princes et aux armées émigrées. Il se fait alors espion à Coblence, à la solde du général Schroeder. Emprisonné par le Comité de Sûreté Générale lors du procès d'Anisson-Dupéron, il est condamné par le Tribunal révolutionnaire pour conspiration et corruption des agents publics de Ris et guillotiné le 6 floréal an II (25 avril 1794).